# الحصايا الدامر
الحصايا الدامر هي قرية بمدينة الدامر، وتعتبر من أقدم القرى في جنوب مدينة الدامر، والتي تقع في شمال السودان، تنقسم القرية الي ثلاث أجزاء: الحصايا شمال، الحصايا وسط «تسمي الحوتاب»، والحصايا جنوب «تسمي القرباب»، والجريف.